# The Dzsina
The Dzsina (hangul: 태진아, RR: Tae Jin Ah; 1953. április 5. –) dél-koreai énekes.
Cso Banghon (조방헌, Jo Bang-hun) néven született Dél-Koreában, 1953-ban. Fia, Eru (이루; Cso Szonghjon (Jo Song-hyon), 조성현) szintén énekes.
Énekesi tevékenységei mellett műsorvezető a KBS Happy FM The Dzsinai Show Show Show (태진아의 쇼쇼쇼, Tae Jin Ah-ui show show show) című rádióműsorában.